# Ujandina
Ujandina – rzeka w azjatyckiej części Rosji, w Jakucji; lewy dopływ Indygirki. Długość 586 km (od źródeł rzeki Irgiczan 797 km); powierzchnia dorzecza 177 tys. km².
Powstaje z połączenia rzek Baky i Irgiczan u podnóży gór Połousny Kriaż; płynie szeroką doliną w kierunku południowym, a następnie w kierunku wschodnim po Nizinie Abyjskiej silnie meandrując; w dorzeczu liczne jeziora; główny dopływ Chatyngnach (lewy).
Zamarza od października do maja; zasilanie śniegowo-deszczowe.